# Kościół św. Mikołaja w Różynie
Kościół św. Mikołaja – rzymskokatolicki kościół filialny w miejscowości Różyna (powiat brzeski, województwo opolskie). Świątynia należy do parafii św. Jana Chrzciciela w Łosiowie w dekanacie Brzeg południe, archidiecezji wrocławskiej. Dnia 3 lutego 1965 roku, pod numerem 1079/66 kościół został wpisany do rejestru zabytków nieruchomych województwa opolskiego.

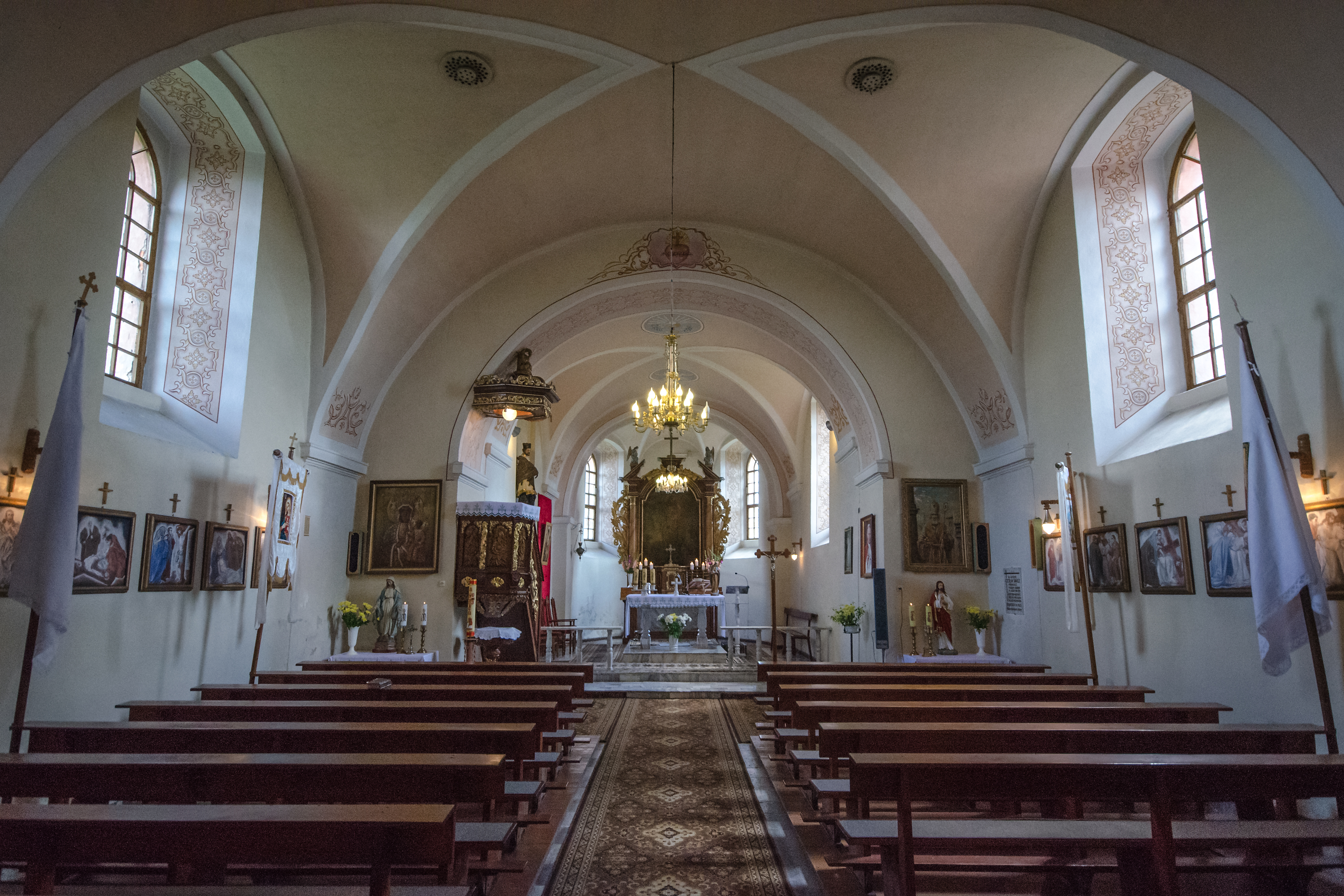
Wnętrze świątyni

## Historia kościoła
Pierwsza wzmianka o kościele w Różynie pochodzi z 1310 roku. Obecna świątynia wybudowana została w 1712 roku. Na początku XIX wieku spłonął, odbudowany został w 1813 roku. Do momentu zakończenia II wojny światowej użytkowany był zarówno przez ewangelików jak i katolików. Ok 1945 roku jest kościołem wyznania rzymskokatolickiego.